# ۴۲۰

۴/۲۰، ۴:۲۰، یا ۴۲۰ (با تلفظ چهار بیست) یک کد است که بیشتر در آمریکای شمالی استفاده داشته و افراد را به گسترش مصرف ماری‌جوآنا تحت عنوان «خرده‌فرهنگ ماری‌جوآنا» تشویق می‌کند. علت نامگذاری این مراسم این است که زمان برگزاری آن رأس ساعت ۴:۲۰ ظهر